# Marga Toppelius-Kiseleff
Margareta (Marga) Lucie Wilhelmina Rosa Toppelius-Kiseleff, född 26 juni 1862 i Helsingfors, död 15 augusti 1924 i Helsingfors, var en finländsk målare.
Hon var dotter till arkitekten Konstantin Kiseleff och Sofie Julia Rosa Rüdiger och fån 1888 gift med Woldemar Toppelius. Hon studerade vid Finska Konstföreningens ritskola i Helsingfors 1880 och för Rosalie Gay i Vevey 1881–1882 och under studieresor till Köpenhamn, England och Italien. Hon var tillsammans med sin man bosatt i Berlin och Weimar 1900–1914 och i Stockholm 1914–1918.Hon debuterade i utställningssammanhang 1882 och medverkade därefter regelbundet i olika finländska samlingsutställningar. Hennes konst består huvudsakligen av blomsterstilleben. Toppelius-Kiseleff är representerad vid Cygnægalleriet i Helsingfors.